# Mercato azionario
In finanza il mercato azionario è il luogo, non necessariamente fisico, dove sono negoziati i titoli azionari; in alternativa, indica l'insieme astratto di tutte le compravendite che riguardano le azioni (share), con cui le società per azioni e simili si finanziano tramite equity (e cioè non a debito, come invece avviene con i prestiti in banca e le obbligazioni). La scelta tra equity financing e debt financing è una delle basi della corporate finance.
Tale mercato si distingue in primario e secondario. Sul mercato primario sono collocate le azioni di nuova emissione, mentre su quello secondario sono negoziati titoli già in circolazione, tale per cui le azioni già comprate/possedute da un azionista (shareholder) vengono rivendute a un altro azionista in contesto di perdita o di guadagno (exit strategy). Le imprese emittenti pertanto raccolgono nuove risorse finanziarie solo tramite il mercato primario.
In più, il mercato azionario può essere pubblico o privato se l'emissione e compravendita delle azioni avviene in borsa (public equity financing) o in mercati meno regolamentati e over the counter OTC (private equity financing, usata da azionisti di società non quotate in borsa, angel investor e venture capitalist).
Siccome le azioni, obbligazioni e derivati sono tutti e tre security, il mercato azionario forma una parte del mercato delle security.

## Storia
Molti storici sono concordi nel dire che le società di azionisti risalgono già all'antica Roma, ma è nell'Italia medievale del XII secolo che le iniziative imprenditoriali con più azionisti divennero ricorrenti, soprattutto attraverso una tipologia di contratto denominato commenda. Nello stesso periodo, nel Regno di Francia, i courtiers de change si occupavano di gestire e regolare i debiti delle comunità agricole per conto dei prestatari, in assenza di un sistema bancario, che sarebbe nato solo più tardi nell'Italia rinascimentale. Poiché questi mediatori di cambio commerciavano anche con debiti, possono essere considerati tra i primi broker. 
Lo storico italiano Lodovico Guicciardini descrisse come alla fine del XIII secolo, a Bruggia, i commercianti di merci si riunissero all'aperto in una piazza del mercato che ospitava una locanda di proprietà della famiglia Van der Beurze, colloquialmente usata per designare la piazza ("Ter Beurze") diventando, nel 1409 la "Brugse Beurse". Istituzionalizzando, dunque, quello che fino ad allora fu un incontro informale. L'idea si diffuse rapidamente nelle Fiandre, con un "Beurzen" aperto poco dopo a Guanto. La borsa di Bruggia divenne un nome familiare, e i commercianti internazionali ripresero il nome di "borsa valori" nel loro paese per definire il luogo di scambio del mercato azionario: prima gli italiani (borsa), ma presto anche i francesi (bourse), i tedeschi (börse), i russi (birža), i cechi (burza), gli svedesi (börs), i danesi e i norvegesi (børs). Nella maggior parte delle lingue la parola coincide con quella per borsa di denaro, risalente al latino bursa, da cui ovviamente deriva anche il nome della famiglia Van der Beurse. 
È a metà del XIII secolo che i banchieri veneziani iniziarono a commerciare in titoli di Stato e, a partire dal XIV secolo, anche i banchieri di Pisa, Verona, Genova e Firenze. Ciò era possibile perché si trattavano di città-stato indipendenti, non governate da nobiltà feudali, ma da consigli di cittadini influenti pre-moderni. In tale contesto di avanzamento degli strumenti finanziari e di nascita del capitalismo, furono proprio le compagnie italiane le prime a emettere azioni. Le compagnie in Inghilterra e nei Paesi Bassi seguirono nel XVI secolo. Fu in tale contesto che emersero le prime società per azioni - cioè, le cui azioni sono di proprietà congiunta degli azionisti - e un mercato azionario. Strumento che divenne strumentale alla fase di colonizzazione di ciò che gli europei chiamavano il "Nuovo Mondo".